# Droit de plantation de la vigne

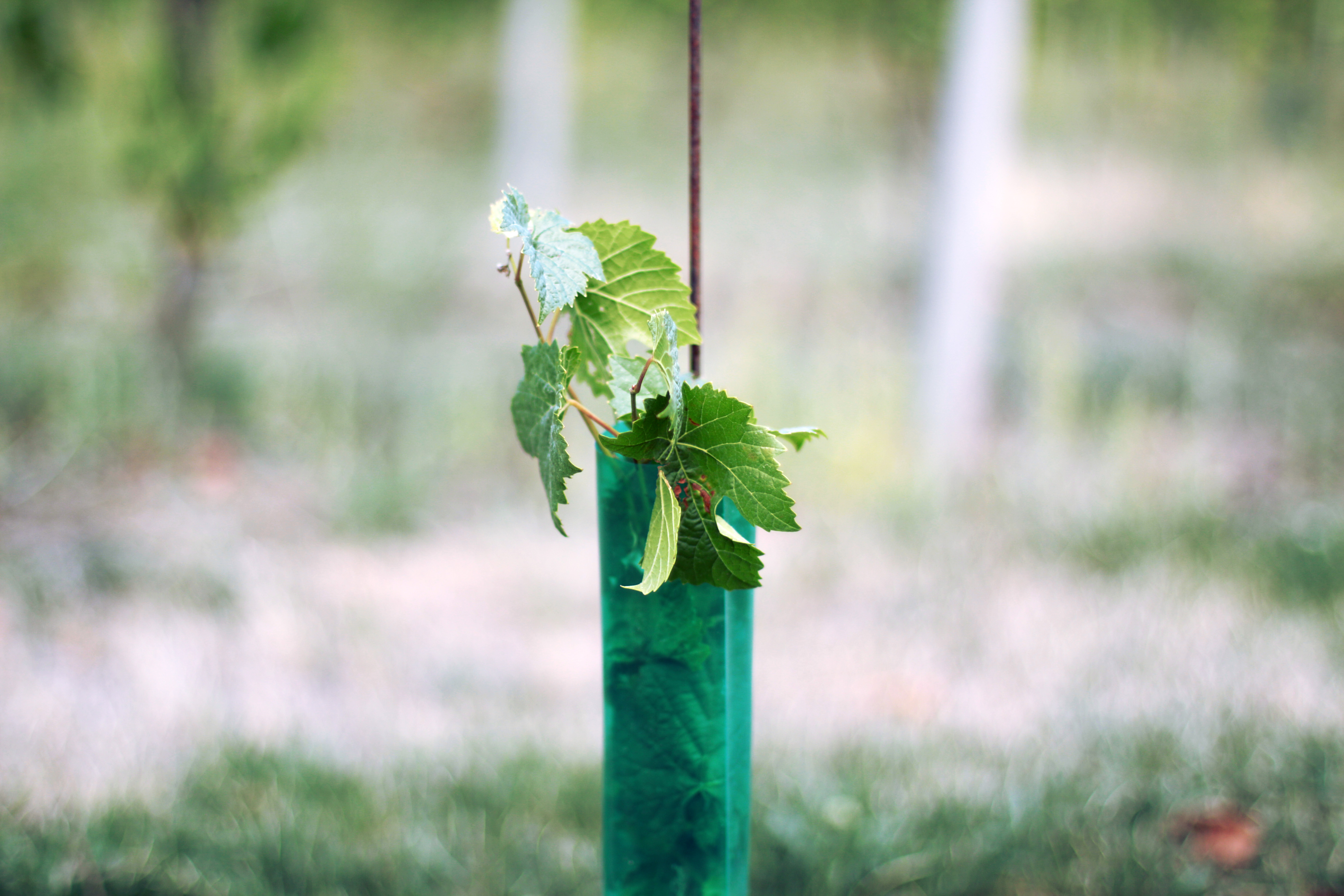
Jeune plant vigne

Les droits de plantation de la vigne sont des autorisations réglementaires régulant la plantation de la vigne dans l'Union européenne.
Dans le principe, la superficie des terres cultivées en vigne de raisins de cuves est limitée, avec une autorisation de plantation, pour les nouvelles parcelles créées annuellement, ou arrachées puis replantées.

## Histoire
La politique agricole commune européenne prévoit un droit de plantation au sein de l'Union européenne.
Afin de garantir une homogénéité dans la production viticole dans l'Union européenne, la réglementation du droit de plantation des parcelles viticoles a été revue en 2016. Lors de la renégociation de cette politique commune, la France a obtenu le maintien du système, en concédant quelques modifications.

## Législation européenne
Ce droit ne concerne que les parcelles liées à la production de vin à but de commercialisation. En effet, les parcelles de cépages destinées à l’expérimentation, à la consommation familiale (et assimilés), les plantations de vignes-mères de greffons (pépinières viticoles) et les superficies plantées ayant été perdues en raison d’expropriation pour cause d’utilité publique ne sont pas concernées. Ce contrôle des superficies nouvellement plantées a pour but de limiter les excédents de production, tels que la filière a pu en connaître dans certaines décennies antérieures. Cette nouvelle réglementation permet également de créer un nouveau contingentement, au niveau régional, pour les appellations.

### France
Pour la France, le renouvellement de plantation de parcelle n'est pas contingenté, ne s'agissant que d'amélioration de l’existant. Malgré tout, même si une autorisation n'est pas nécessaire, un dossier de notification doit être déposé, pour le suivi des cépages utilisés par appellations. Par contre, la création de nouvelles parcelles est limitée à 1% de la superficie plantée totale, et soumise à autorisation.
Les procédures de déclarations ont été simplifiées, pour l'occasion, avec l'utilisation d'un portail spécifique, en ligne, auprès de FranceAgriMer.

### Allemagne
L'application des directives européennes sur les droits de plantation est de la compétence des Bundesländer, régions allemandes. Au sein de chaque Land, les chambres d'agricultures (Landwirtschaftskammer) en sont directement responsables. Chaque Land peut aménager l'application concrète de la directive, ce qui conduit à des différences entre régions.

## Fonctionnement

### Acquisition
Les droits de plantation peuvent être obtenus par demande d'acquisition pour une nouvelle plantation, par conversion de droits déjà possédés dans le « portefeuille », ou par récupération de droits déjà existants sur une parcelle arrachée. Ces trois procédures sont gratuites depuis 2016.

### Conversion en autorisations
Les droits acquis sont convertis en autorisations de plantations lorsque celle-ci est effectuée.

### Péremption
Les droits sont valables 3 ans, durée après laquelle ils se périment et déboutent sur une sanction financière pour non-utilisation. Avant 2016 ils pouvaient être conservés 8 ans dans le cadre d'un arrachage, et 3 ans pour une acquisition.